# Hyophorbe lagenicaulis
Hyophorbe lagenicaulis är en enhjärtbladig växtart som först beskrevs av Liberty Hyde Bailey, och fick sitt nu gällande namn av Harold Emery Moore. Hyophorbe lagenicaulis ingår i släktet Hyophorbe och familjen Arecaceae. IUCN kategoriserar arten globalt som akut hotad.
Artens utbredningsområde är Mauritius. Inga underarter finns listade i Catalogue of Life.

## Bildgalleri

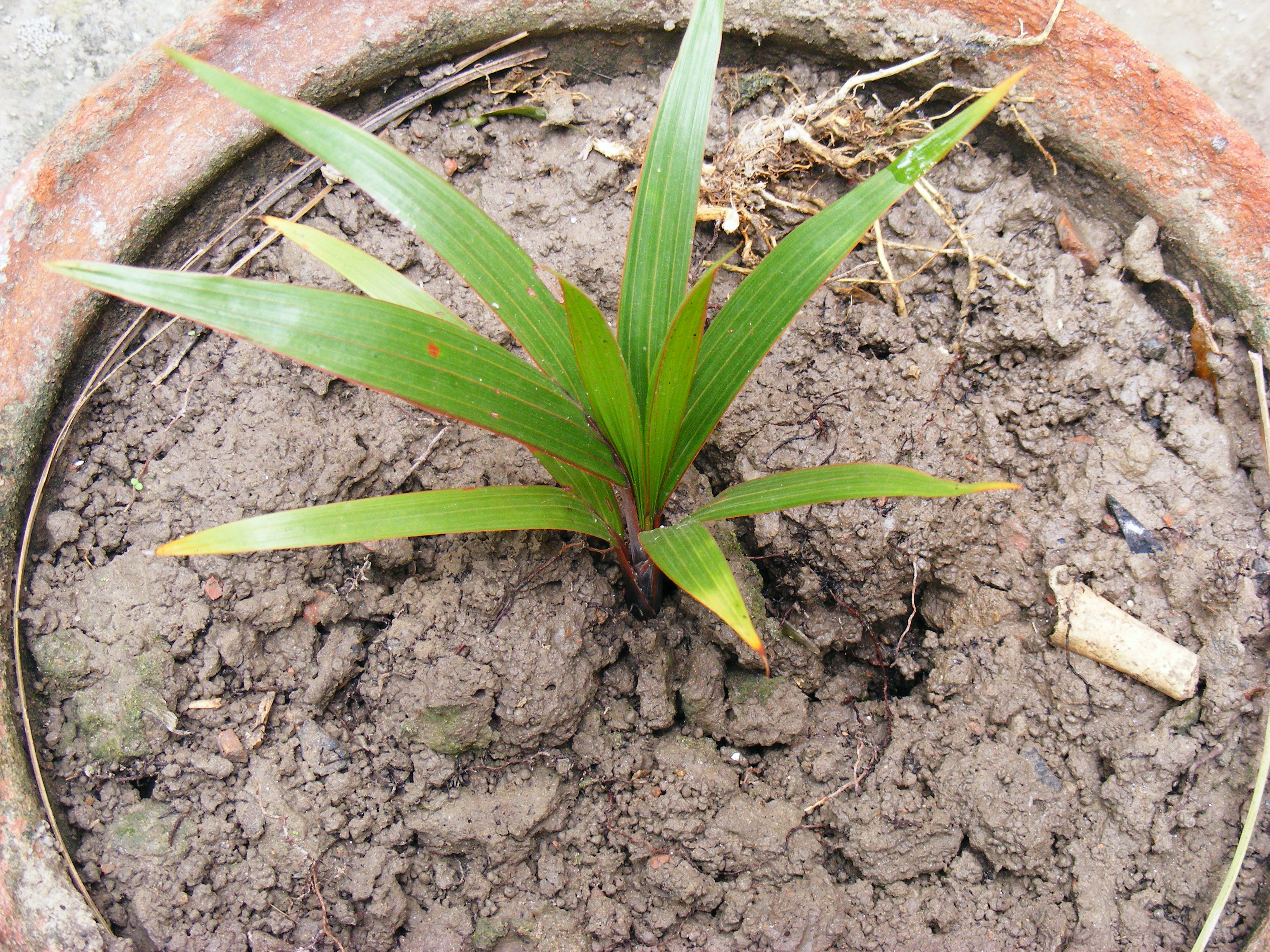
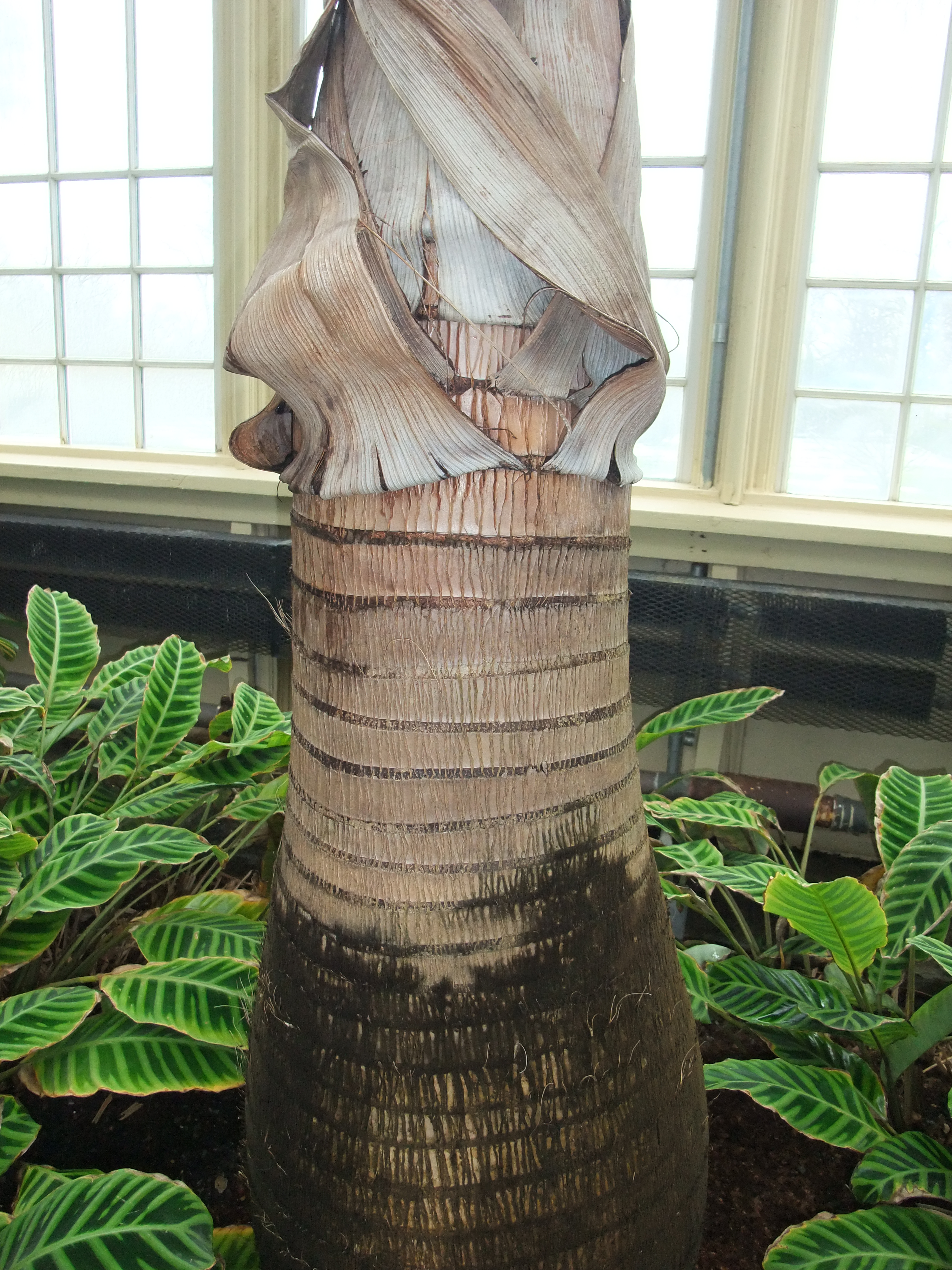